# Размозжённая рана
Размозжённая рана (лат. vulnus conquassatum) образуется в результате сдавливания тканей, преимущественно конечностей, между твёрдыми массивными предметами (например, при падении на руки или на ноги бетонных плит, блоков и т. п.). Характеризуется обширной площадью первичного травматического некроза. Достаточно часто возникает вследствие дорожно-транспортных аварий. Требует немедленной, неотложной хирургической помощи: первичная хирургическая обработка раны, швы хирургические, асептическая повязка, так как фактически все размозжённые раны можно считать микробно загрязнёнными, инфицированными.